# Stanley-Cup-Playoffs 1933
Die Playoffs um den Stanley Cup des Jahres 1933 begannen am 25. März 1933 und endeten am 13. April 1933 mit dem 3:1-Sieg der New York Rangers über die Toronto Maple Leafs. Die Rangers gewannen damit nach 1928 ihren insgesamt zweiten Titel und stellten zudem mit Cecil Dillon den Topscorer und besten Torschützen dieser Playoffs. Ferner markierte das Endspiel die Wiederauflage aus dem Vorjahr, in der sich die Maple Leafs mit 3:0 durchgesetzt hatten. Unterdessen sahen die Playoffs 1933 das zu diesem Zeitpunkt längste Playoff-Spiel der Ligageschichte, so endete das entscheidende fünfte Spiel der Halbfinalserie zwischen Toronto und den Boston Bruins nach 164 Minuten und 46 Sekunden durch ein Tor von Ken Doraty in der sechsten Overtime. Dieser Rekord hatte allerdings nur drei Jahre Bestand, da die Spieldauer im Jahre 1936 um etwa 12 Minuten übertroffen wurde und in der Folge bis heute die Bestmarke darstellt.

## Modus
Für die Playoffs qualifizierten sich die jeweils drei besten Teams der beiden Divisionen. Die beiden Divisionssieger spielten in einem ersten Halbfinale direkt einen der beiden Finalteilnehmer aus. Die vier übrigen Teams standen sich in zwei Viertelfinals gegenüber, wobei die beiden Divisionszweiten sowie die beiden Divisionsdritten aufeinandertrafen. Die Viertelfinals mündeten schließlich im zweiten Halbfinale, das den zweiten Finalteilnehmer ermittelte. Dabei wurde das erste Halbfinale sowie das Stanley-Cup-Finale im Best-of-Five-Modus ausgetragen, während in der zweiten Halbfinalserie und den beiden Viertelfinalserien grundsätzlich zwei Spiele ausgetragen wurden. In diesen wurde nur die Tordifferenz zum Weiterkommen berücksichtigt, sodass auch Unentschieden möglich waren.
In Serien mit Best-of-Five-Modus hatte das niedriger gesetzte Team in den ersten beiden Spielen Heimrecht, bevor die höher gesetzte Mannschaft drei Heimspiele in Folge bestritt. In Serien mit nur zwei Partien richtete jedes Team ein Heimspiel aus. Anzumerken ist jedoch, das von der dargestellten Verteilung des Heimrechts aus verschiedenen Gründen regelmäßig abgewichen wurde.
Bei Spielen, die nach der regulären Spielzeit von 60 Minuten unentschieden blieben, folgte die Overtime. Sie endete durch das erste erzielte Tor (Sudden Death). Von dieser Regelung ausgenommen waren die Viertelfinalspiele sowie das zweite Halbfinale, die allesamt Unentschieden enden konnten und nur in die Overtime gingen, sofern die Tordifferenz am Ende des zweiten Spiels keinen Sieger hervorgebracht hatte.

## Qualifizierte Teams
| Canadian Division - (C1) Toronto Maple Leafs - (C2) Montreal Maroons - (C3) Canadiens de Montréal | American Division - (A1) Boston Bruins - (A2) Detroit Red Wings - (A3) New York Rangers |

## Playoff-Baum
|  | Viertelfinale | Viertelfinale         | Viertelfinale    |                  |                   | Halbfinale | Halbfinale          | Halbfinale |  |  | Stanley-Cup-Finale | Stanley-Cup-Finale | Stanley-Cup-Finale |
|  |               |                       |                  |                  |                   |            |                     |            |  |  |                    |                    |                    |
|  |               |                       |                  |                  |                   |            |                     |            |  |  |                    |                    |                    |
|  |               |                       |                  |                  |                   |            |                     |            |  |  |                    |                    |                    |
|  | C1            | Toronto Maple Leafs   | 3                |                  |                   |            |                     |            |  |  |                    |                    |                    |
|  | C1            | Toronto Maple Leafs   | 3                |                  |                   |            |                     |            |  |  |                    |                    |                    |
|  |               |                       | A1               | Boston Bruins    | 2                 |            |                     |            |  |  |                    |                    |                    |
|  |               |                       |                  | Boston Bruins    | 2                 |            |                     |            |  |  |                    |                    |                    |
|  |               |                       |                  |                  |                   |            |                     |            |  |  |                    |                    |                    |
|  |               |                       |                  |                  |                   |            |                     |            |  |  |                    |                    |                    |
|  |               |                       |                  |                  |                   | C1         | Toronto Maple Leafs | 1          |  |  |                    |                    |                    |
|  |               | A3                    | New York Rangers | 3                |                   |            |                     |            |  |  |                    |                    |                    |
|  | C2            | Montreal Maroons      | 02               |                  |                   |            |                     |            |  |  |                    |                    |                    |
|  | A2            | Detroit Red Wings     | 25               |                  |                   |            |                     |            |  |  |                    |                    |                    |
|  | A2            | Detroit Red Wings     | 25               | A2               | Detroit Red Wings | 03         |                     |            |  |  |                    |                    |                    |
|  |               |                       |                  | A2               | Detroit Red Wings | 03         |                     |            |  |  |                    |                    |                    |
|  |               |                       | A3               | New York Rangers | 26                |            |                     |            |  |  |                    |                    |                    |
|  | C3            | Canadiens de Montréal | A3               | New York Rangers | 26                | 05         |                     |            |  |  |                    |                    |                    |
|  | C3            | Canadiens de Montréal |                  |                  |                   |            |                     |            |  |  |                    |                    |                    |
|  | A3            | New York Rangers      | 18               |                  |                   |            |                     |            |  |  |                    |                    |                    |

## Viertelfinale

### (A2) Detroit Red Wings – (C2) Montreal Maroons
| 25. März 1933 | Montreal Maroons | 0:2 (0:1, 0:0, 0:1) Spielbericht Stand: 0:1 | Detroit Red Wings Larry Aurie (8:40) Carl Voss (43:42) | Forum de Montréal, Montréal, Québec |

| 28. März 1933 | Detroit Red Wings Herbie Lewis (39:51) Ebbie Goodfellow (43:47) John Gallagher (55:54) | 3:2 (0:0, 1:2, 2:0) Spielbericht Stand: 2:0 Tordifferenz: 5:2 | Montreal Maroons Hooley Smith (30:06) Hooley Smith (32:08) | Detroit Olympia, Detroit, Michigan |

### (A3) New York Rangers – (C3) Canadiens de Montréal
| 26. März 1933 | New York Rangers Bill Cook (2:34) Bun Cook (3:01) Murray Murdoch (25:36) Cecil Dillon (53:10) Frank Boucher (57:44) | 5:2 (2:0, 1:0, 2:2) Spielbericht Stand: 1:0 | Canadiens de Montréal Albert Leduc (58:45) Aurèle Joliat (59:29) | Madison Square Garden, New York City, New York |

| 28. März 1933 | Canadiens de Montréal Wildor Larochelle (4:50) Aurèle Joliat (7:56) Hago Harrington (31:34) | 3:3 (2:1, 1:0, 0:2) Spielbericht Stand: 0:1 Tordifferenz: 5:8 | New York Rangers Art Somers (11:39) Cecil Dillon (52:50) Cecil Dillon (58:11) | Forum de Montréal, Montréal, Québec |

## Halbfinale

### (A1) Boston Bruins – (C1) Toronto Maple Leafs
| 25. März 1933 | Boston Bruins Dit Clapper (22:14) Marty Barry (74:14) | 2:1 n. V. (0:1, 1:0, 0:0, 1:0) Spielbericht Stand: 1:0 | Toronto Maple Leafs Bill Thoms (14:03) | Boston Garden, Boston, Massachusetts |

| 28. März 1933 | Boston Bruins | 0:1 n. V. (0:0, 0:0, 0:0, 0:1) Spielbericht Stand: 1:1 | Toronto Maple Leafs Busher Jackson (75:03) | Boston Garden, Boston, Massachusetts |

| 30. März 1933 | Toronto Maple Leafs Ken Doraty (54:34) | 1:2 n. V. (0:0, 0:1, 1:0, 0:1) Spielbericht Stand: 1:2 | Boston Bruins Nels Stewart (24:47) Eddie Shore (64:23) | Maple Leaf Gardens, Toronto, Ontario |

| 1. April 1933 | Toronto Maple Leafs Charlie Sands (6:40) Busher Jackson (14:40) Busher Jackson (22:16) Charlie Conacher (37:14) Charlie Sands (43:39) | 5:3 (2:1, 2:2, 1:0) Spielbericht Stand: 2:2 | Boston Bruins Vic Ripley (0:32) Nels Stewart (24:43) Marty Barry (38:01) | Maple Leaf Gardens, Toronto, Ontario |

| 3. April 1933 | Toronto Maple Leafs Ken Doraty (164:46) | 1:0 n. V. (0:0, 0:0, 0:0, 0:0, 0:0, 0:0, 0:0, 0:0, 1:0) Spielbericht Stand: 3:2 | Boston Bruins | Maple Leaf Gardens, Toronto, Ontario |

### (A2) Detroit Red Wings – (A3) New York Rangers
| 30. März 1933 | New York Rangers Ching Johnson (17:46) Cecil Dillon (33:48) | 2:0 (1:0, 1:0, 0:0) Spielbericht Stand: 1:0 | Detroit Red Wings | Madison Square Garden, New York City, New York |

| 2. April 1933 | Detroit Red Wings John Sorrell (5:17) Doug Young (34:50) John Sorrell (46:53) | 3:4 (1:2, 1:1, 1:1) Spielbericht Stand: 0:2 Tordifferenz: 3:6 | New York Rangers Ehrhardt Heller (5:50) Cecil Dillon (14:24) Babe Siebert (25:05) Frank Boucher (57:32) | Detroit Olympia, Detroit, Michigan |

## Stanley-Cup-Finale

### (C1) Toronto Maple Leafs – (A3) New York Rangers
| 4. April 1933 | New York Rangers Bun Cook (12:18) Cecil Dillon (13:11) Ehrhardt Heller (28:31) Cecil Dillon (34:25) Murray Murdoch (56:55) | 5:1 (2:0, 2:0, 1:1) Spielbericht Stand: 1:0 | Toronto Maple Leafs Alex Levinsky (55:53) | Madison Square Garden, New York City, New York |

| 8. April 1933 | Toronto Maple Leafs Ken Doraty (1:10) | 1:3 (1:2, 0:0, 0:1) Spielbericht Stand: 0:2 | New York Rangers Ehrhardt Heller (8:18) Bill Cook (11:38) Earl Seibert (54:39) | Maple Leaf Gardens, Toronto, Ontario |

| 11. April 1933 | Toronto Maple Leafs Ken Doraty (27:21) Ken Doraty (45:29) Red Horner (48:30) | 3:2 (0:1, 1:0, 2:1) Spielbericht Stand: 1:2 | New York Rangers Cecil Dillon (2:21) Butch Keeling (47:42) | Maple Leaf Gardens, Toronto, Ontario |

| 13. April 1933 | Toronto Maple Leafs | 0:1 n. V. (0:0, 0:0, 0:0, 0:1) Spielbericht Stand: 1:3 | New York Rangers Bill Cook (67:33) | Maple Leaf Gardens, Toronto, Ontario |

### Stanley-Cup-Sieger
| Stanley-Cup-Sieger New York Rangers | Torhüter: Andy Aitkenhead Verteidiger: Doug Brennan, Ehrhardt Heller, Ching Johnson, Earl Seibert Angreifer: Ossie Asmundson, Frank Boucher, Bill Cook (C), Bun Cook, Cecil Dillon, Butch Keeling, Murray Murdoch, Gord Pettinger, Babe Siebert, Art Somers Cheftrainer & General Manager: Lester Patrick |

## Beste Scorer
Abkürzungen: GP = Spiele, G = Tore, A = Assists, Pts = Punkte, PIM = Strafminuten; Fett: Bestwert
| Spieler        | Team       | GP | G | A | Pts | PIM |
| -------------- | ---------- | -- | - | - | --- | --- |
| Cecil Dillon   | NY Rangers | 8  | 8 | 2 | 10  | 6   |
| Murray Murdoch | NY Rangers | 8  | 2 | 4 | 6   | 2   |
| Ken Doraty     | Toronto    | 9  | 5 | 0 | 5   | 4   |
| Bill Cook      | NY Rangers | 8  | 3 | 2 | 5   | 4   |
| Art Somers     | NY Rangers | 8  | 1 | 4 | 5   | 8   |
| Busher Jackson | Toronto    | 9  | 3 | 1 | 4   | 2   |
| John Sorrell   | Detroit    | 4  | 2 | 2 | 4   | 2   |
| Marty Barry    | Boston     | 5  | 2 | 2 | 4   | 6   |
| Frank Boucher  | NY Rangers | 8  | 2 | 2 | 4   | 6   |
| Charlie Sands  | Toronto    | 9  | 2 | 2 | 4   | 2   |

## Beste Torhüter
Die kombinierte Tabelle zeigt die drei besten Torhüter in der Kategorie Gegentorschnitt sowie den jeweils Führenden in Shutouts und Siegen.
Abkürzungen: GP = Spiele, Min = Eiszeit (in Minuten), W = Siege, L = Niederlagen, T = Unentschieden, GA = Gegentore, SO = Shutouts, GAA = Gegentorschnitt; Fett: Bestwert; Sortiert nach Gegentorschnitt.
Erfasst werden nur Torhüter mit 120 absolvierten Spielminuten.
| Spieler         | Team       | GP | Min    | W | L | T | GA | SO | GAA  |
| --------------- | ---------- | -- | ------ | - | - | - | -- | -- | ---- |
| Tiny Thompson   | Boston     | 5  | 438:26 | 2 | 3 | 0 | 9  | 0  | 1,23 |
| Lorne Chabot    | Toronto    | 9  | 685:59 | 4 | 5 | 0 | 18 | 2  | 1,57 |
| Andy Aitkenhead | NY Rangers | 8  | 487:33 | 6 | 1 | 1 | 13 | 2  | 1,60 |